# Oper und Drama

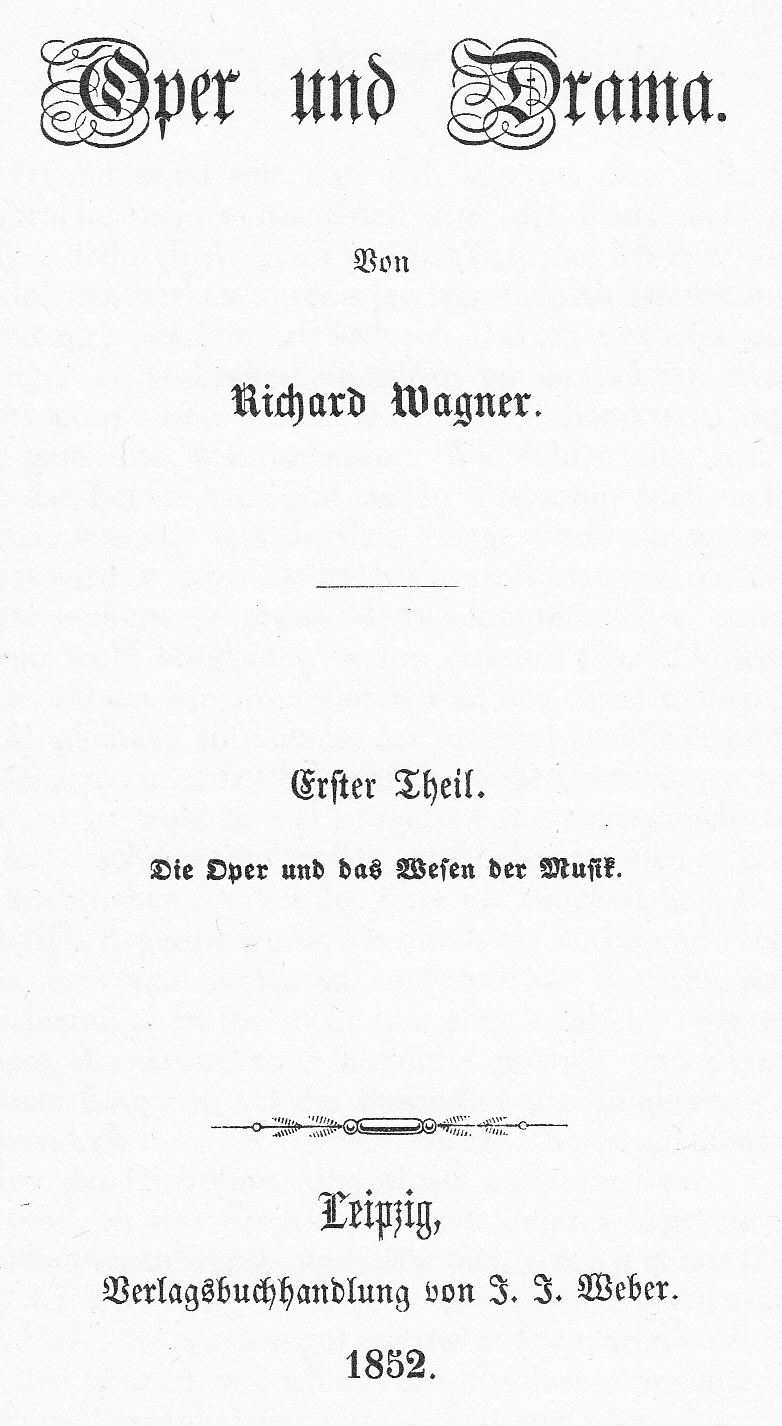
Titelseite des Erstdrucks

Oper und Drama ist die umfangreichste und bedeutendste kunsttheoretische Schrift Richard Wagners, die er von September 1850 bis Februar 1851 im Zürcher Exil schrieb und seinem Freund Theodor Uhlig widmete. Später veröffentlichte er diese umfangreiche Schrift in den Bänden drei und vier seiner gesammelten Schriften, nachdem er Auszüge davon bereits 1850 in Adolph Kolatscheks Deutschen Monatsschrift hatte publizieren lassen. Richard Strauss nannte es „das Buch aller Bücher über Musik“.

## Wagners Intention
In seinen Schriften Die Kunst und die Revolution sowie Das Kunstwerk der Zukunft hatte sich Wagner bereits über den Zerfall der Kunst beklagt und versucht, Wege zu einer idealen Kunstform aufzuzeigen, zu einem alle Künste umfassenden  Gesamtkunstwerk. Eine zentrale Rolle sollte dabei die Verschmelzung von Drama und Musik zum Musikdrama einnehmen. Wagner unterteilt sein Buch in drei Teile:
- Die Oper und das Wesen der Musik
- Das Schauspiel und das Wesen der dramatischen Dichtkunst
- Dichtkunst und Tonkunst im Drama der Zukunft

Wagner erklärt in den ersten Teilen den Unterschied zwischen Wort- und Tondichtung und definiert die Musik als die vollkommenste Form menschlicher Sprache, als Krönung der Dichtung. Die Wissenschaft habe uns den „Organismus der Sprache aufgedeckt; aber was sie uns zeigte, war ein abgestorbener Organismus, den nur die höchste Dichternot wieder zu beleben vermag, und zwar dadurch, dass sie die Wunden, die das anatomische Seziermesser schnitt, dem Leibe der Sprache wieder schließt, und ihm den Atem einhaucht, der ihn zur Selbstbewegung beseele. Dieser Atem aber ist: – die Musik!“ Während Gluck und Mozart als positive Beispiele von Opernkomponisten dargestellt werden, stellt Wagner die Opern Webers als den beginnenden Niedergang der Gattung dar und wendet sich schließlich kritisch gegen Rossini und vor allem gegen Meyerbeer: „Das Geheimnis der Meyerbeerschen Opernmusik ist – der Effekt“ und beschreibt diesen Begriff als „Wirkung ohne Ursache“. 
Der Dichterkomponist verdeutlicht im Weiteren die besondere Wirkung von Stabreimen und von harmonischer Modulation mit ur-verwandten Tönen, um somit größte Gefühlsempfindungen ausdrücken zu können. Er beschreibt das handwerkliche Vorgehen, um bestimmte Töne und Tonarten zu finden. Insofern hat Wagner in der Tat als „Tonsetzer“ eine neue Methode entwickelt, um größtmögliche Wirkung auf menschliche Gefühle zu erreichen. Er ist der erste Komponist, der sich fast wissenschaftlich mit der Wirkung von Musik auseinandersetzt, ähnlich wie der Berliner  Physiker Hermann von Helmholtz, der sich fast zur gleichen Zeit mit der physiologischen Funktion von Musik beschäftigte und die „Lehre von den Tonempfindungen als die physiologische Grundlage von Musik“ veröffentlichte.

## Tonmalerei und Leitmotive
Die Musik bzw. Harmonie (als das Weibliche) sei das „gebärende Element“, das die dichterische Absicht nur als zeugenden Samen aufnimmt, schreibt Wagner – und weiter philosophiert er über das optimale Funktionieren eines Orchesters zur Vermittlung von Musik und erfindet den Begriff der „Tonmalerei“. Erstmals versucht ein Komponist die Wirkung von Musik wie am Reißbrett „zu planen“, Musik zu nutzen, um in einer „Ruhephase der dramatischen Handlung Spannungen aufzubauen“, um somit im Hörer Erwartungen und Verlangen zu wecken und zu steigern. Die Musik müsse mehr das Gefühl als den Verstand des Aufnehmenden ansprechen. Er kommt dann zu „melodischen Momenten“ die als „Gefühlswegweiser“ wichtige Bausteine des Dramas sind, so dass wir uns der „Ahnung erinnern“ und uns die „Erinnerung ahnen“ lässt. Wagner verdeutlicht hier seine „Leitmotivtechnik“, die er dann im Ring des Nibelungen, den er wenig später begann, als „unendliche Melodie“  zu Transportbändern der Handlung benutzen sollte.
Der Tondichter Wagner argumentiert abschließend, dass ein wirkungsvolles Drama nur aus vertonter Dichtung entstehen kann und Dichter und Musiker sich so abstimmen müssen, dass ein vollkommener musikalischer Ausdruck verwirklicht wird. „Was nicht Wert ist, gesungen zu werden, ist auch nicht der Dichtung wert“, behauptet er folgerichtig. In einem „Ausblick“ schlägt Wagner dann den Bogen zur revolutionären Veränderung der Kunstlandschaft:

„Wo nun der Staatsmann verzweifelt, der Politiker die Hände sinken lässt, der Sozialist mit fruchtlosen Systemen sich plagt, ja selbst der Philosoph nur noch deuten, aber nicht vorausverkünden kann […], da ist es der Künstler, der mit klarem Auge Gestalten ersehen kann, wie sie der Sehnsucht sich zeigen, die nach dem einzig Wahren  –  dem Menschen  –  verlangt. Der Künstler vermag es, eine noch ungestaltete Welt im Voraus gestaltet zu sehen […]. Aber sein Genuss ist Mitteilung […], so findet er auch die Herzen, ja die Sinne, denen er sich mitteilen kann. […] Der Erzeuger des Kunstwerkes der Zukunft ist niemand anderes als der Künstler der Gegenwart, der das Leben der Zukunft ahnt, und in ihm enthalten zu sein sich sehnt. Wer diese Sehnsucht aus seinem eigensten Vermögen in sich nährt, der lebt schon jetzt in einem besseren Leben  –  nur einer aber kann dies: – der Künstler.“